# پابلو اوسوس
پابلو اوسوس (اسپانیایی: Pablo Usoz‎؛ زادهٔ ۱ ژانویهٔ ۱۹۶۸) بازیکن هاکی روی چمن اهل اسپانیا بود.